# Ростково
Ростково — деревня и сельский округ в Польше, в сельской гмине Чернице-Борове (Пшаснышский повет, Мазовецкое воеводство). Население: 346 чел. (2011).

## История
Здесь в 1550 году родился Станислав Костка, святой Римско-Католической Церкви, монах из монашеского ордена иезуитов, покровитель Польши, министрантов. В деревне стоит костел по призыву святого Станислава Костки, построен в 1900 г., с 1967 г. место католического прихода. Ростково стало живым центром культа покровителя Польши после приезда в этой деревне в мае 1926 г. мощи святого иезуита. С 1983 г. в Росткове организуются паломничества молодежи из Плоцкой епархии и других польских епархий.